# فرط ضغط دم بابي رئوي
فرط ضغط الدم البابي هو حالة تجمع بين ارتفاع ضغطي الدم البابي والرئوي. يُعد فرط ضغط الدم البابي الرئوي أحد المضاعفات الخطيرة لأمراض الكبد، ويتواجد لدى نسبة 0.5-4% من جميع المرضى الذين يعانون من تشمع الكبد. كان إجراء زراعة الكبد سابقًا مضاد استطباب، لكنه لم يعد كذلك، بفضل التقدم السريع في تقنيات علاج هذه الحالة. حاليًا، يرافق فرط ضغط الدم البابي الرئوي 4-6% ممن أُحيلوا إلى زراعة الكبد.

## المظاهر
يظهر فرط ضغط الدم البابي الرئوي بالتساوي تقريبًا بين الذكور والإناث المصابين بتشمع الكبد. بلغت النسبة 71% للإناث في سلسلة أمريكية و57% للذكور في سلسلة فرنسية أكبر. عادةً، تبدأ مظاهر المرض في العقد الخامس من العمر، أي بمتوسط 49 +/- 11 عامًا.
بشكل عام، يُشخص فرط ضغط الدم البابي الرئوي بعد 4-7 سنوات من تشخيص المريض بفرط ضغط الدم البابي وفي 65% تقريبًا من الحالات، يُشخص فعليًا أثناء المراقبة الباضعة للدورة الدموية بعد تحريض التخدير قبل عملية زراعة الكبد.
بمجرد أن تظهر الأعراض على المرضى، يصابون بخلل وظيفي في القلب الأيمن نتيجة فرط ضغط الدم الرئوي وما يرافق ذلك من أعراض ضيق التنفس والإعياء وألم الصدر والإغماء. يعاني المرضى من انخفاض وظيفة القلب، إذ يعاني 60% منهم من قصور القلب من الدرجة 3-4 وفقًا لتصنيف جمعية أطباء القلب في نيويورك. 

## الفيزيولوجيا المرضية
تنشأ أمراض فرط ضغط الدم البابي الرئوي من المضاعفات الخلطية للتشمع الكبدي والانسداد الميكانيكي للوريد البابي. تعزو إحدى النظريات سبب الحالة إلى الإنتاج الرئوي الموضعي الزائد لمقبضات (مضيقات) الأوعية الذي يحدث بينما تكون الأوعية متوسعة في الدوران الجهازي. المفتاح هنا هو عدم التوازن بين الموسعات الوعائية والمقبضات الوعائية. البروستاسكلين الداخلي والثرموبوكسان (من خلايا كوبفر)، أو أكسيد النيتروس والإندوثيلين 1. يعد الإندوثيلين 1 (ET-1) أكثر مقبض وعائي فعالية في قيد البحث ووُجد أنه يزيد اختطار الإصابة بتشمع الكبد وفرط ضغط الدم الرئوي. يحتوي الإندوثيلين 1 على مستقبلين في شجرة الشرايين الرئوية، ET-A الذي يتواسط التقبض الوعائي وET-B الذي يتواسط التوسع الوعائي. أظهرت نماذج الفئران انخفاضًا في التعبير عن مستقبلات ET-B في الشرايين الرئوية للحيوانات المصابة بالتشمع الكبدي وفرط ضغط الدم البابي، ما أدى إلى سيادة الاستجابة للإندوثيلين-1 وتقبض الأوعية.
في فرط ضغط الدم البابي، ينتقل الدم من الدورة الدموية البابية إلى الدورة الدموية الجهازية، متجاوزًا الكبد. يؤدي ذلك إلى وصول مواد غير مستقلبة ويُحتمل أن تكون سامة أو مقبضة للأوعية إلى الدورة الدموية الرئوية ومهاجمتها. يُعاد السيروتونين، الذي يستقلب عادةً في طريق الكبد، إلى الرئة بدلًا من ذلك حيث يحرض فرط تنسج أو تضخم الخلايا العضلية الملساء. بالإضافة إلى ذلك، أحد العوامل الرئيسية المسببة لسوء حالة مرضى فرط ضغط الدم البابي الرئوي المرتبط بهذا التحويل هو اعتلال عضلة القلب التشمعي مع تضخم عضلة القلب وخلل في الوظيفة الانبساطية.
أخيرًا، تعد أمراض الرئة الناتجة عن فرط ضغط الدم البابي الرئوي مشابهة جدًا لأمراض فرط ضغط الدم الرئوي الأولي. تصبح الشرايين الرئوية العضلية ليفية ومتضخمة بينما تفقد الشرايين الأصغر خلاياها العضلية الملساء وبطانتها المرنة. وجدت إحدى الدراسات التشريحية سماكة كبيرة للشرايين الرئوية في مرضى التشمع الكبدي. تشكل هذا السماكة حلقة ارتجاع إيجابي تعمل على زيادة الضغط الشرياني الرئوي وزيادة تضخم القلب الأيمن والخلل الوظيفي.